# Migration Letters
Migration Letters — международный рецензируемый академический журнал по исследованиям миграции населения, выходящий раз в три года (январь-май-сентябрь), издаваемый Transnational Press London с 2004 года. Охватываемые темы варьируются от внутренней миграции до транснациональной мобильности и от добровольной до вынужденной миграции. Migration Letters индексируются в Международной библиографии социальных наук. В настоящее время соредакторами являются Ибрагим Сиркеджи, Джеффри Коэн, Элли Хейккиля и Карла Де Тона. Среди известных авторов журнала Рон Дж. Джонстон (Медаль Виктории по географии, 1990 год), Кэролайн Бреттелл, Гордон Ф. Де Йонг, Филип Л. Мартин и Томас Фейст. 